# Česká Kamenice (zámek)
Zámek Česká Kamenice je zámecká budova ve stejnojmenném městě v okrese Děčín. Zámek, tvořený uzavřeným dvorem ve tvaru přibližného čtverce, se nachází v Lipové ulici naproti kostelu svatého Jakuba Většího, s nímž je spojen krytou chodbou. Zámek je chráněn jako kulturní památka.

## Historie
Nejstarší část zámku byla postavena v letech 1537–1540 poté, co českokamenické panství koupil Bedřich Prokop z Vartenberka. Po jeho smrti v roce 1541 se majiteli stali synové Jindřich a Abraham. 

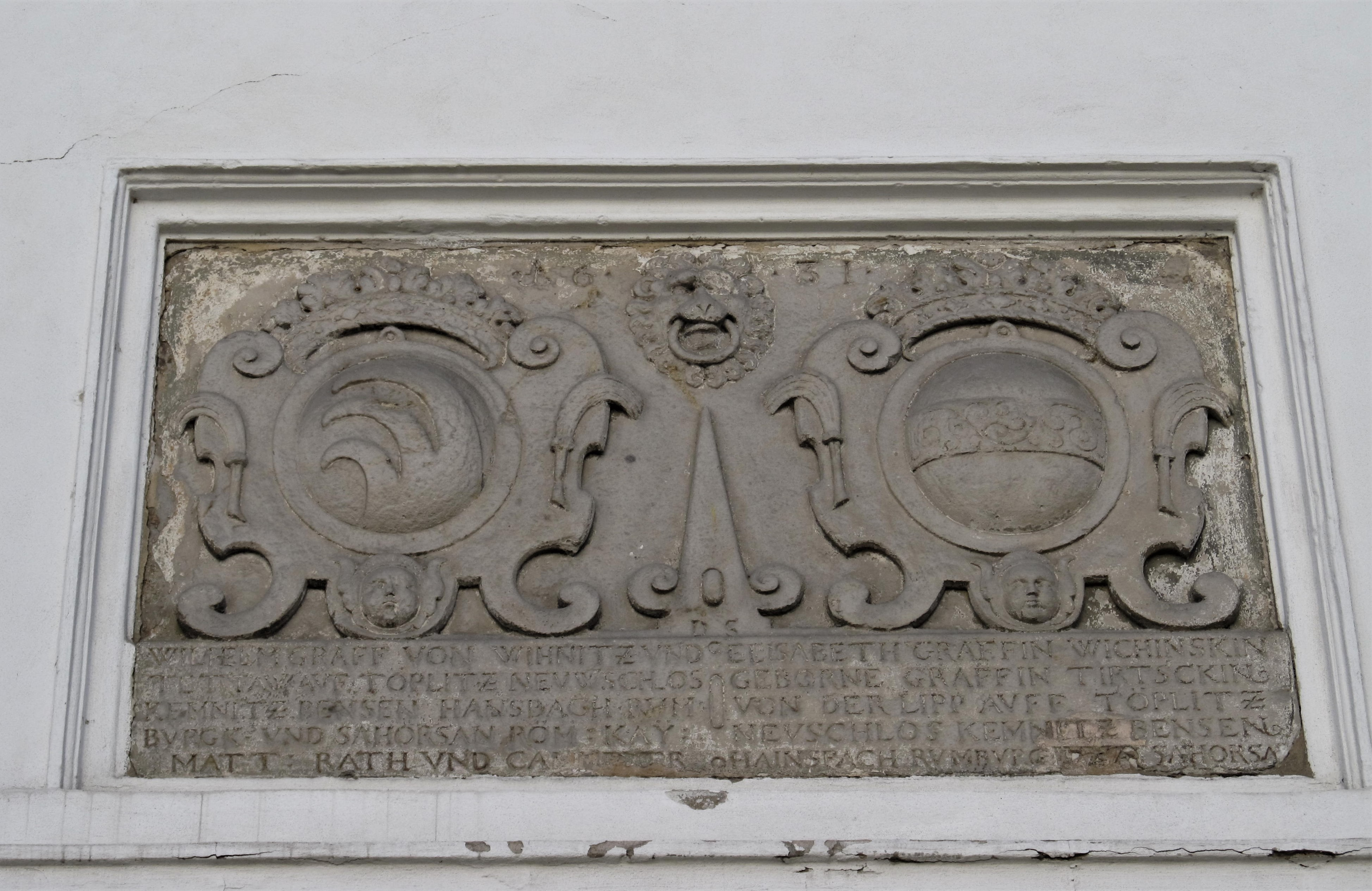
Erb Viléma Kinského a jeho manželky Alžběty Magdaleny, rozené Trčkové z Lípy na zámku Česká Kamenice

Od jejich potomků zadlužené panství roku 1614 koupil Radslav Vchynský z Vchynic († 1619), jehož synovec, významný diplomat Vilém po roce 1619 nechal postavit jižní křídlo. V roce 1634 byl zavražděn spolu s Albrechtem z Valdštejna, a jeho majetek zkonfiskován. O rok později Kamenici koupil Jan Oktavián Kinský z chlumecké rodové větve a jeho rodu zámek patřil až do zestátnění v roce 1945. Zámek během té doby sloužil jako sídlo správy panství a po roce 1850 velkostatku. 
Po druhé světové válce areál získala správa státních lesů, která v něm měla kanceláře a byty zaměstnanců.

### Stavební podoba
Do zámeckého dvora se vjíždí z východu branou se znaky Vchynských a Trčků z Lípy. Nejstarší částí je západní křídlo, z jehož západní strany vystupuje rizalit. Kromě pozdně gotických ornamentů postrádá charakteristické slohové znaky. Novější renesanční křídlo postavené po roce 1619 má v obou patrech na nádvorní straně částečně zazděné arkády. Severní stranu uzavírají dva barokní domy datované letopočtem 1796.

## Galerie

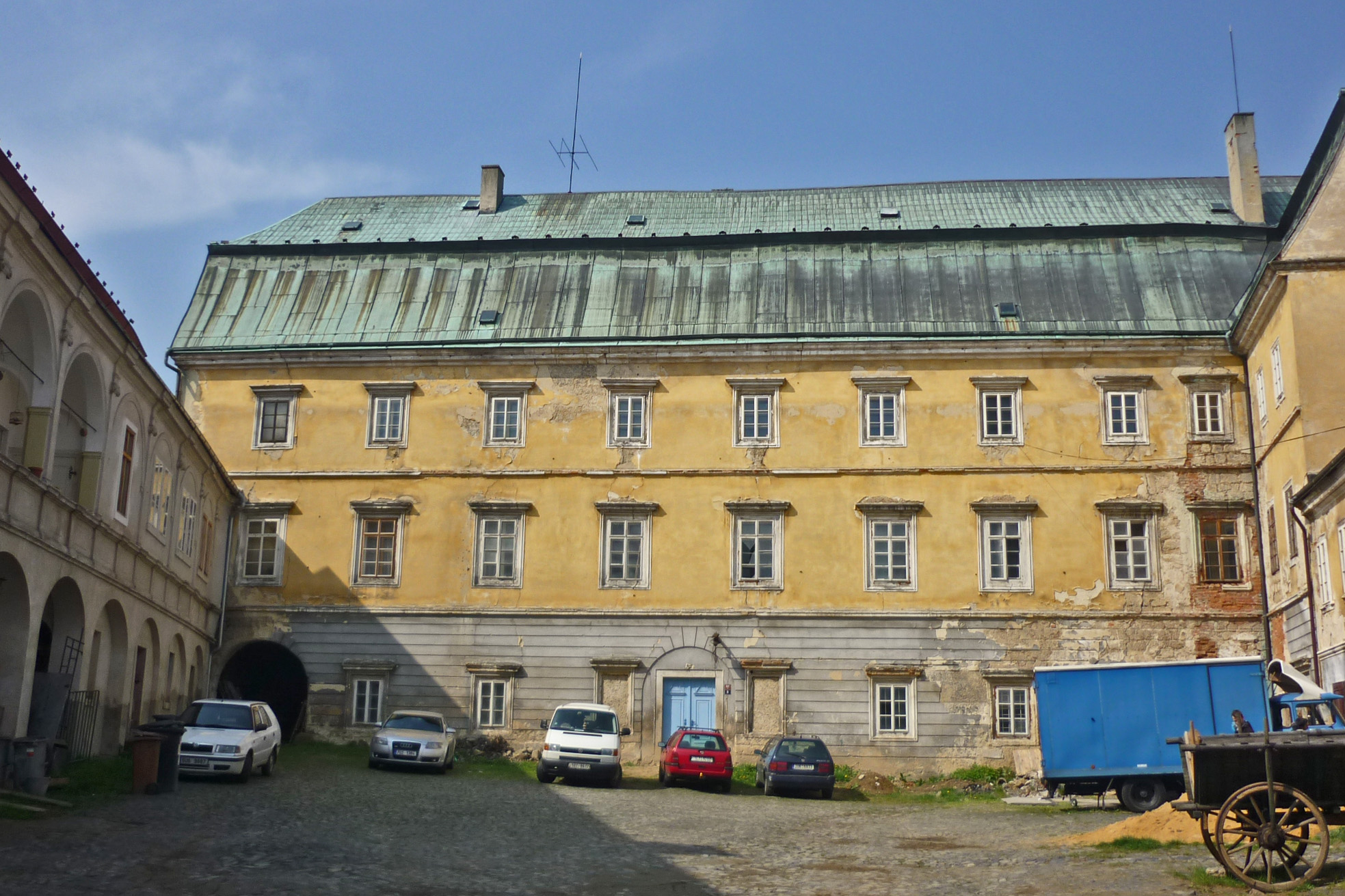
Zámek Česká Kamenice
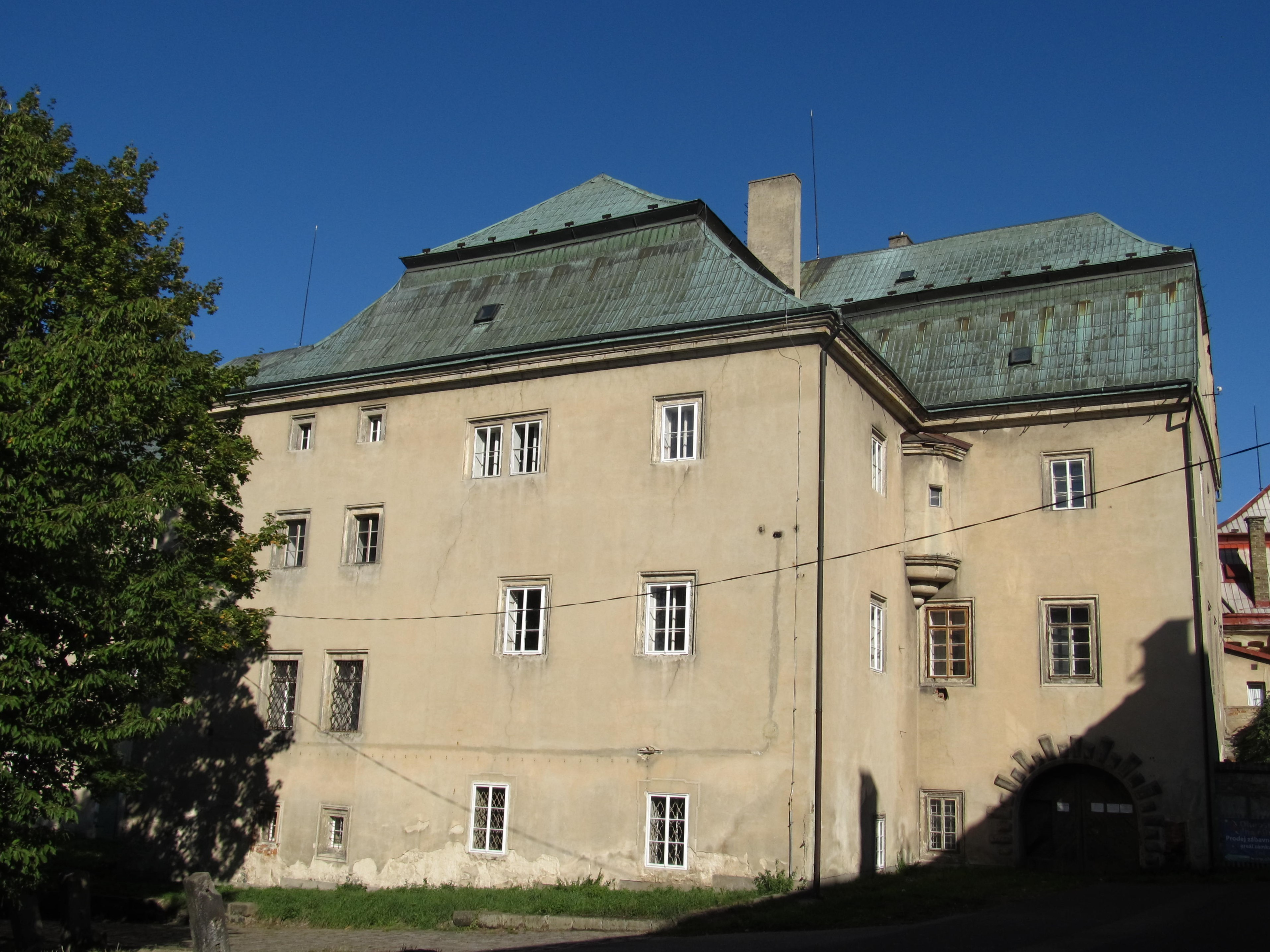
Zámek pohledem od pivovaru
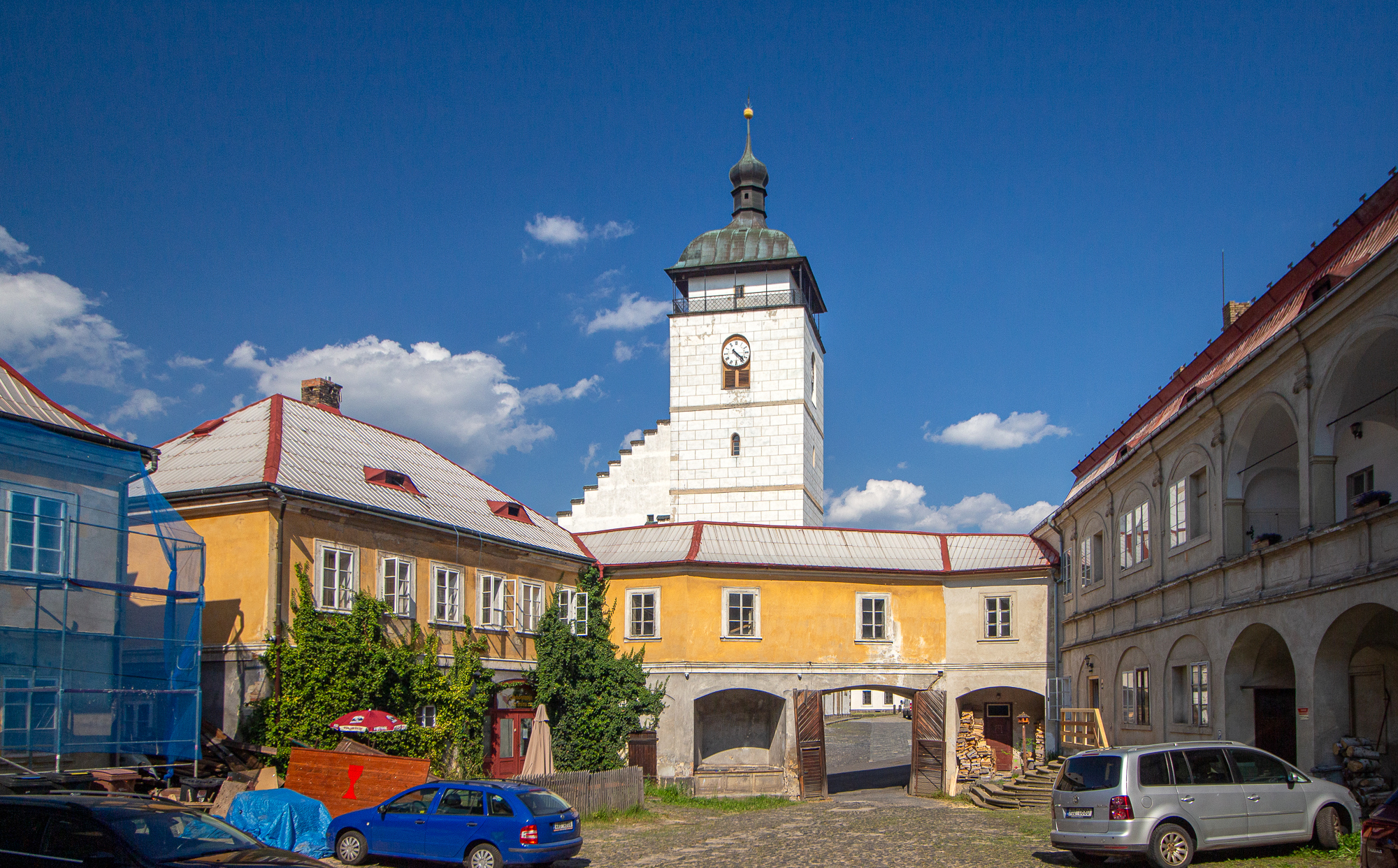
Nádvoří zámku s věží kostela svatého Jakuba v pozadí